# Дендера

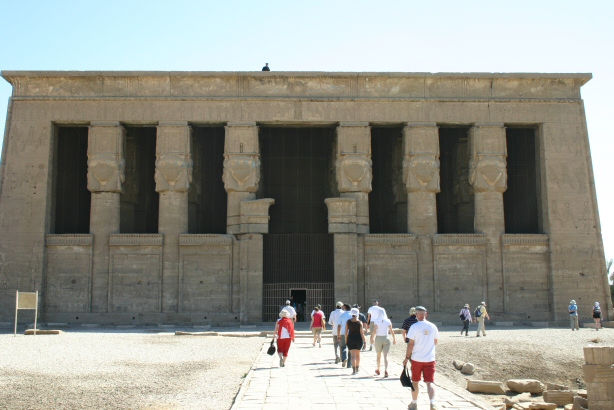
Портал храму Хатхор в Дендері

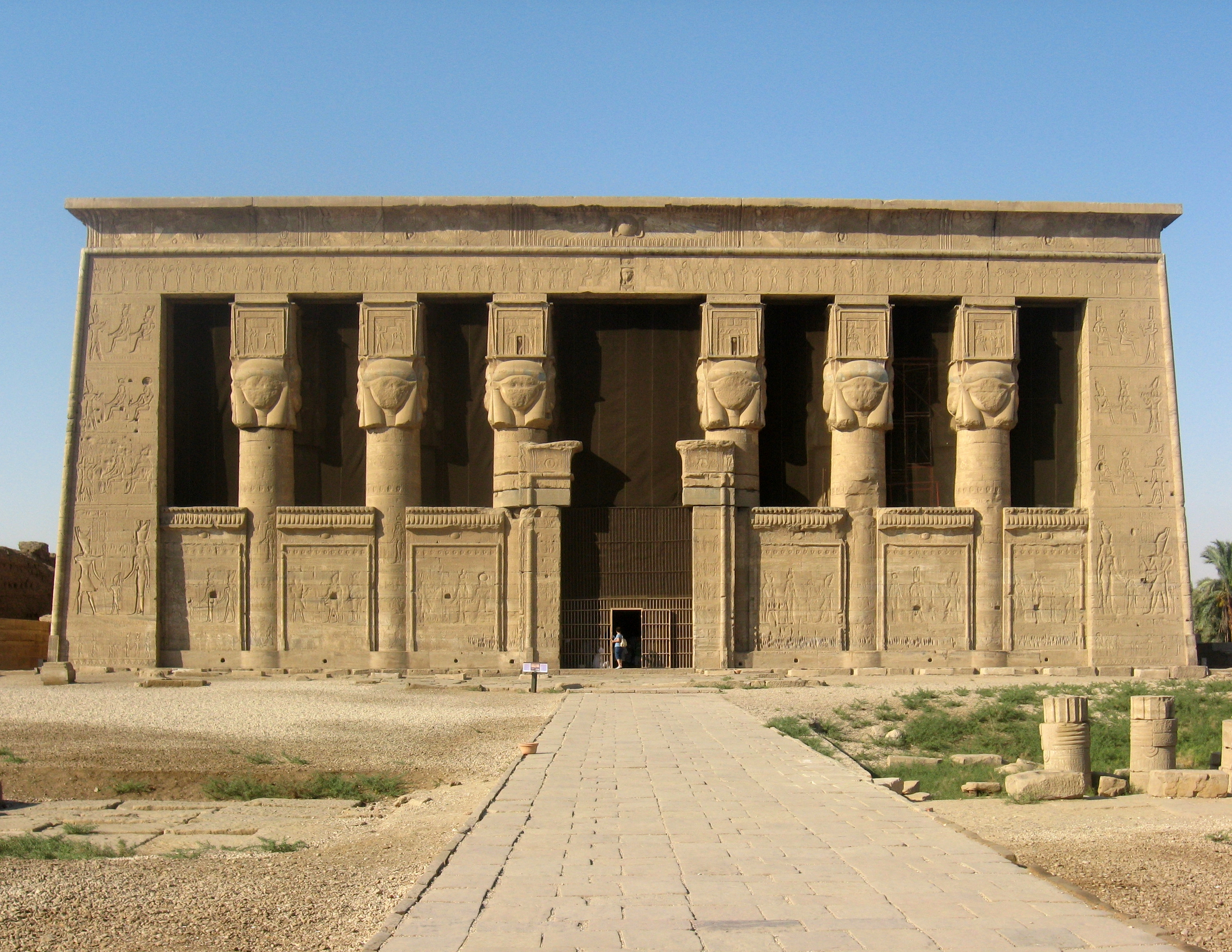
Портал храму Хатхор в Дендері

Дендера (дав.-гр. Τεντύρα) — невелике єгипетське місто на західному березі Нілу, навпроти Кени.
У давнину Тентіра — столиця шостого (Тентірського) нома (септа) Верхнього Єгипту і центр культу богині Хатхор. Її храм, вперше досліджений Марієтом, відмінно зберігся з часів останніх Птолемеїв; добудовував його римський імператор Тіберій.
Сам Храмовий комплекс в Дендері зведений з пісковику, має 79 метрів в довжину і оточений цегляною стіною. Всередині знаходиться величезна гіпостильна зала з 24 колонами, увінчаними зображеннями Хатхор. На стелі зображені астрономічні сцени, на стінах - опис царського візиту в храм. На даху храму поміщалося кілька невеликих святилищ Осіріса, в одному з яких були виявлені унікальний зодіак і сонячний диск. Храм також відомий, так званими, барельєфами Ламп Дендери.
Під храмом епохи Птолемеїв лежать будівлі попередніх епох, найдавніші можуть бути віднесені до царювання будівельника Великої піраміди — Хуфу.
Крім святилища Хатхор, у Дендері знаходилися невеликий храм Ісіди, священне озеро, ворота Ментухотепа II (перенесені в Каїрський музей). На схід від озера збереглося кілька ранньохристиянських будівель, які можуть бути пов'язані з чернечою діяльністю учнів Пахомія Великого.

## Галерея

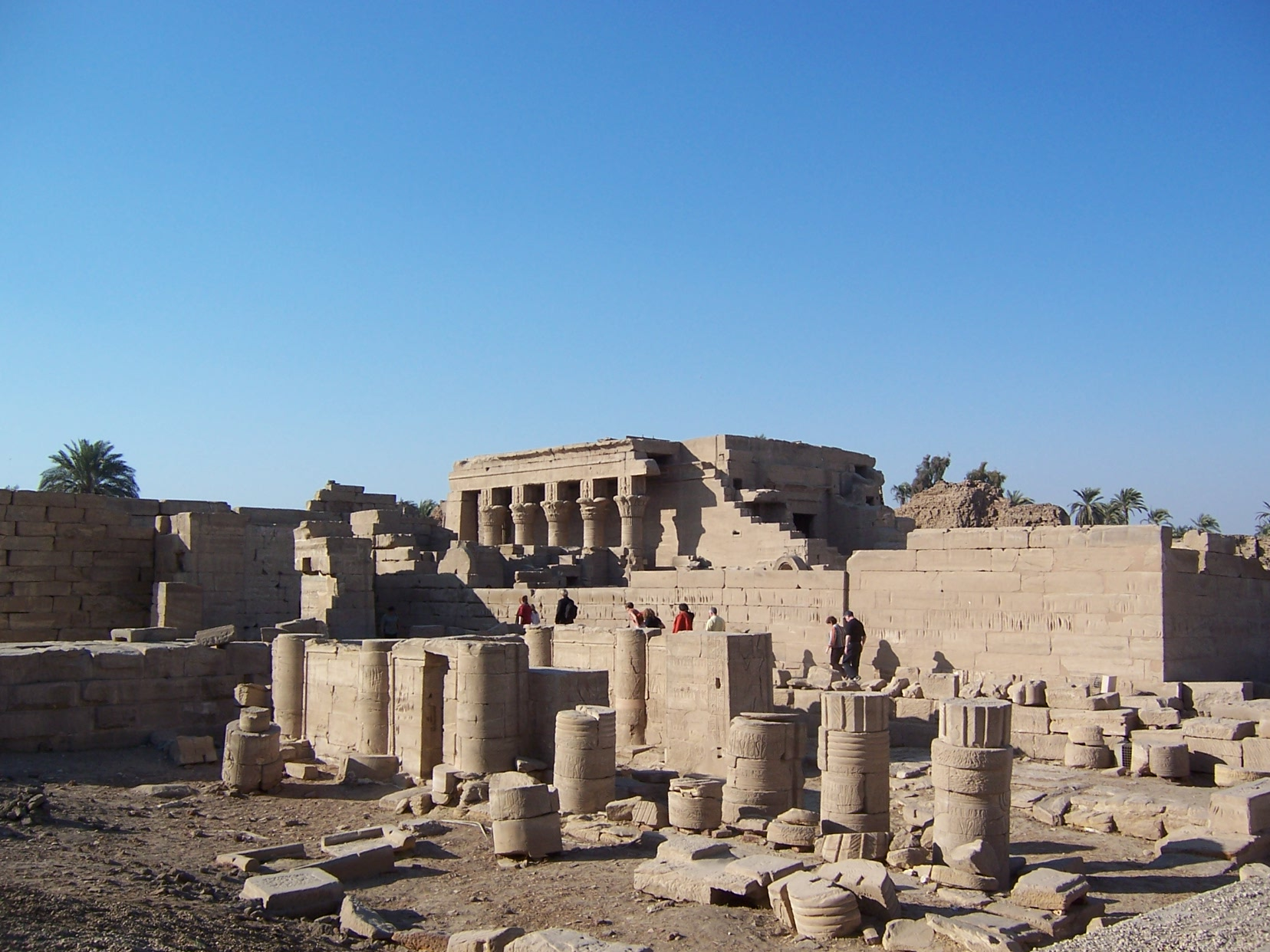
Маммісі в храмовому комплексі Хатхор, Дендера
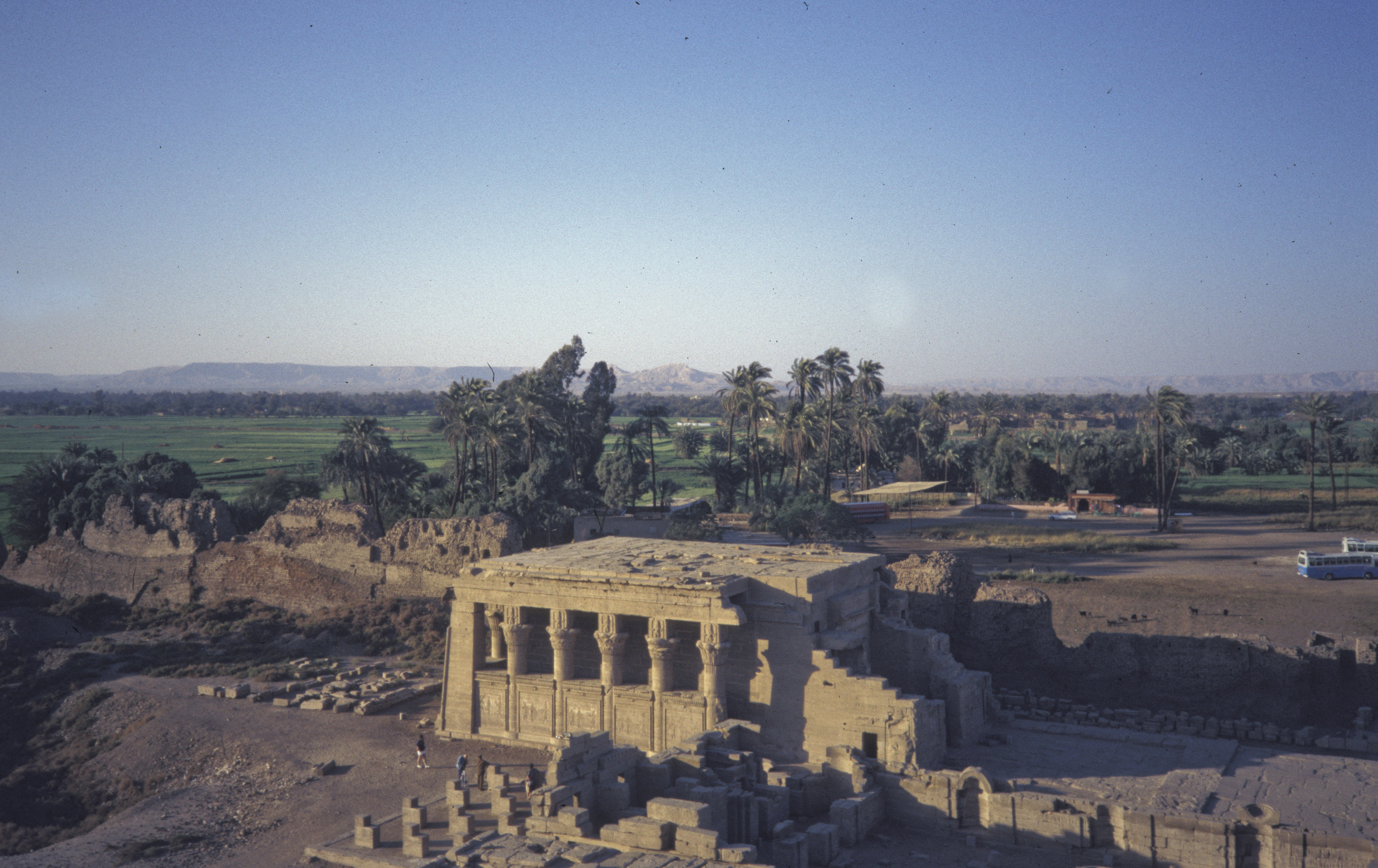
Маммісі в храмовому комплексі, Дендера
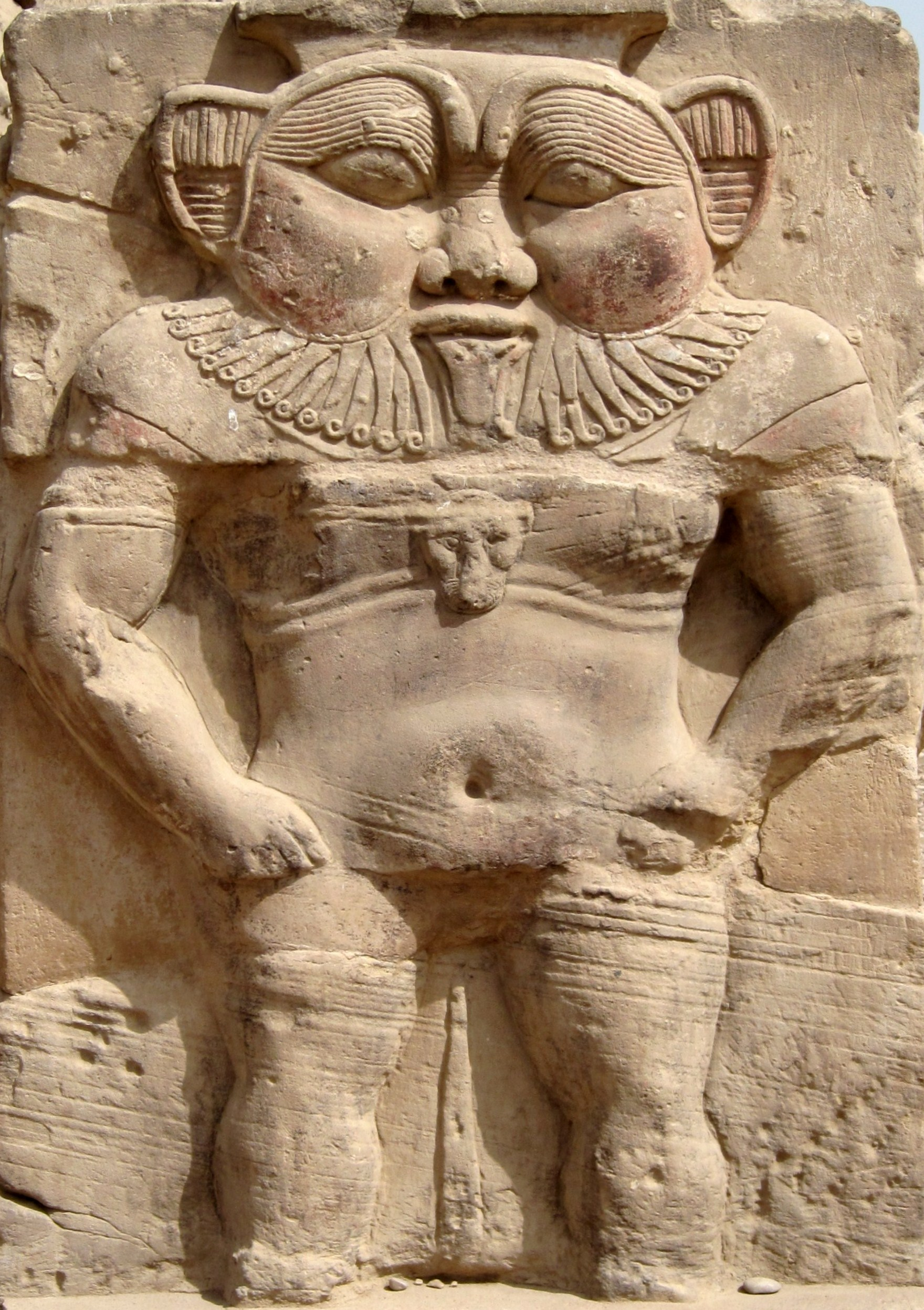
Бес
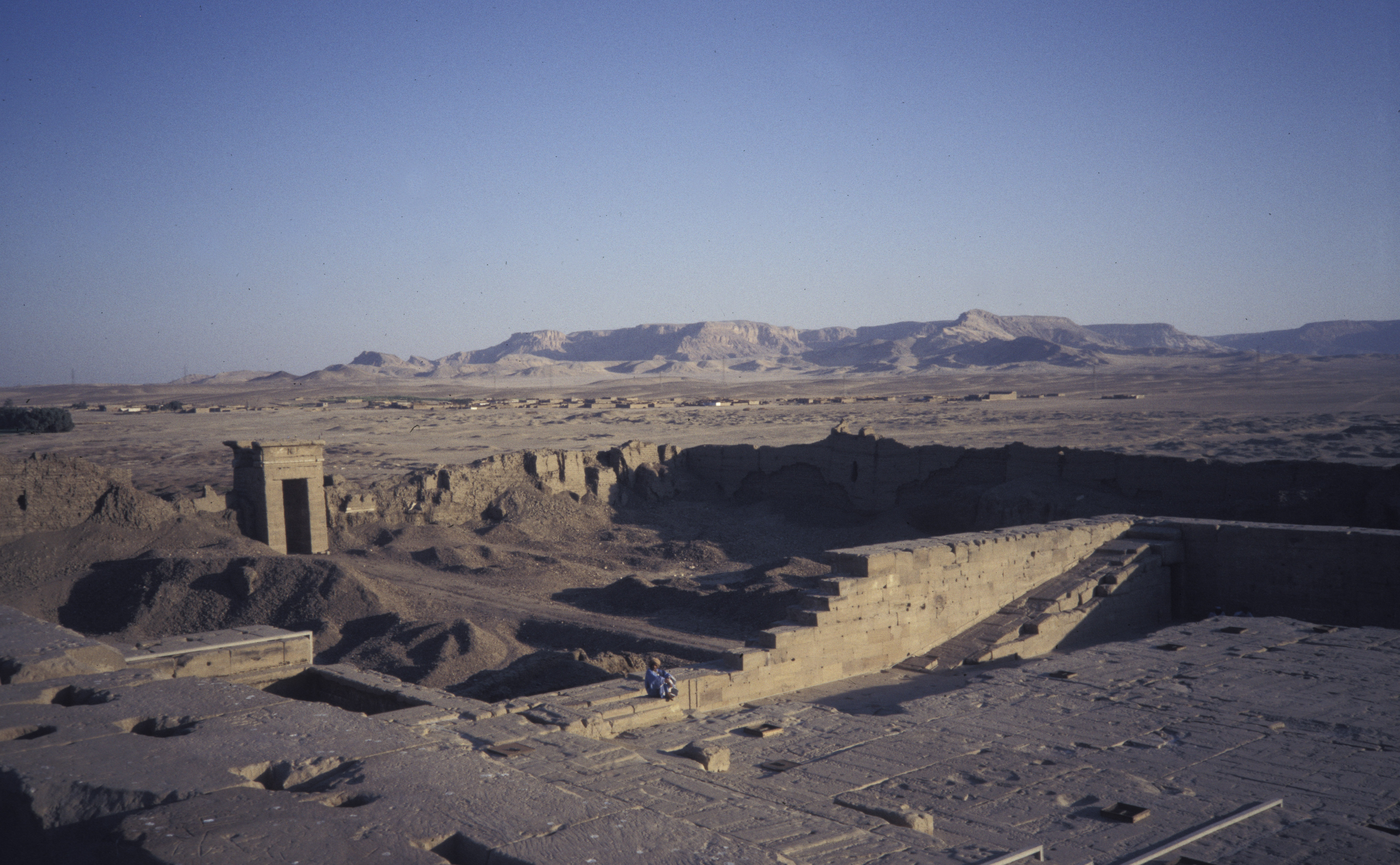
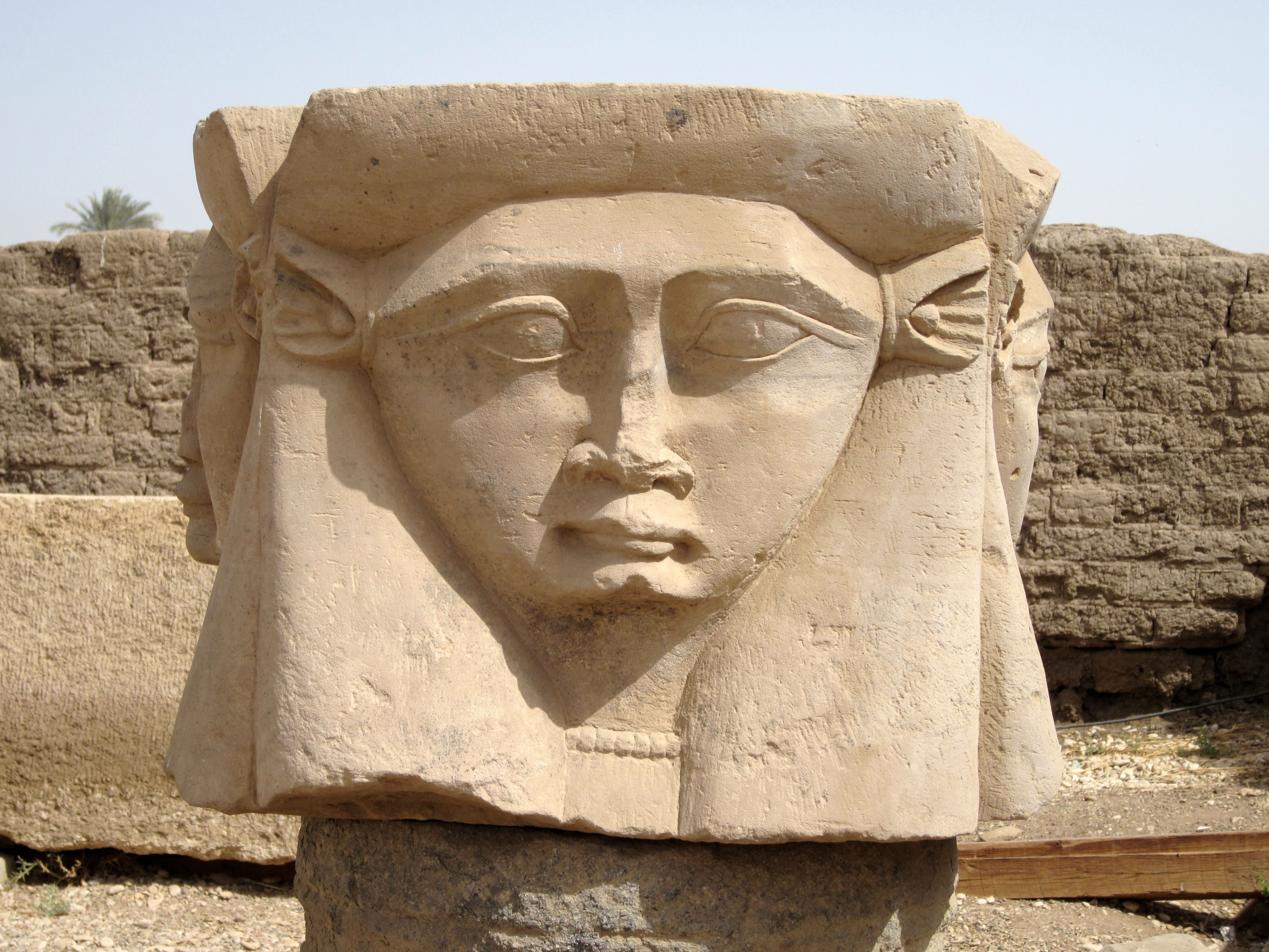
Голова Хатхор
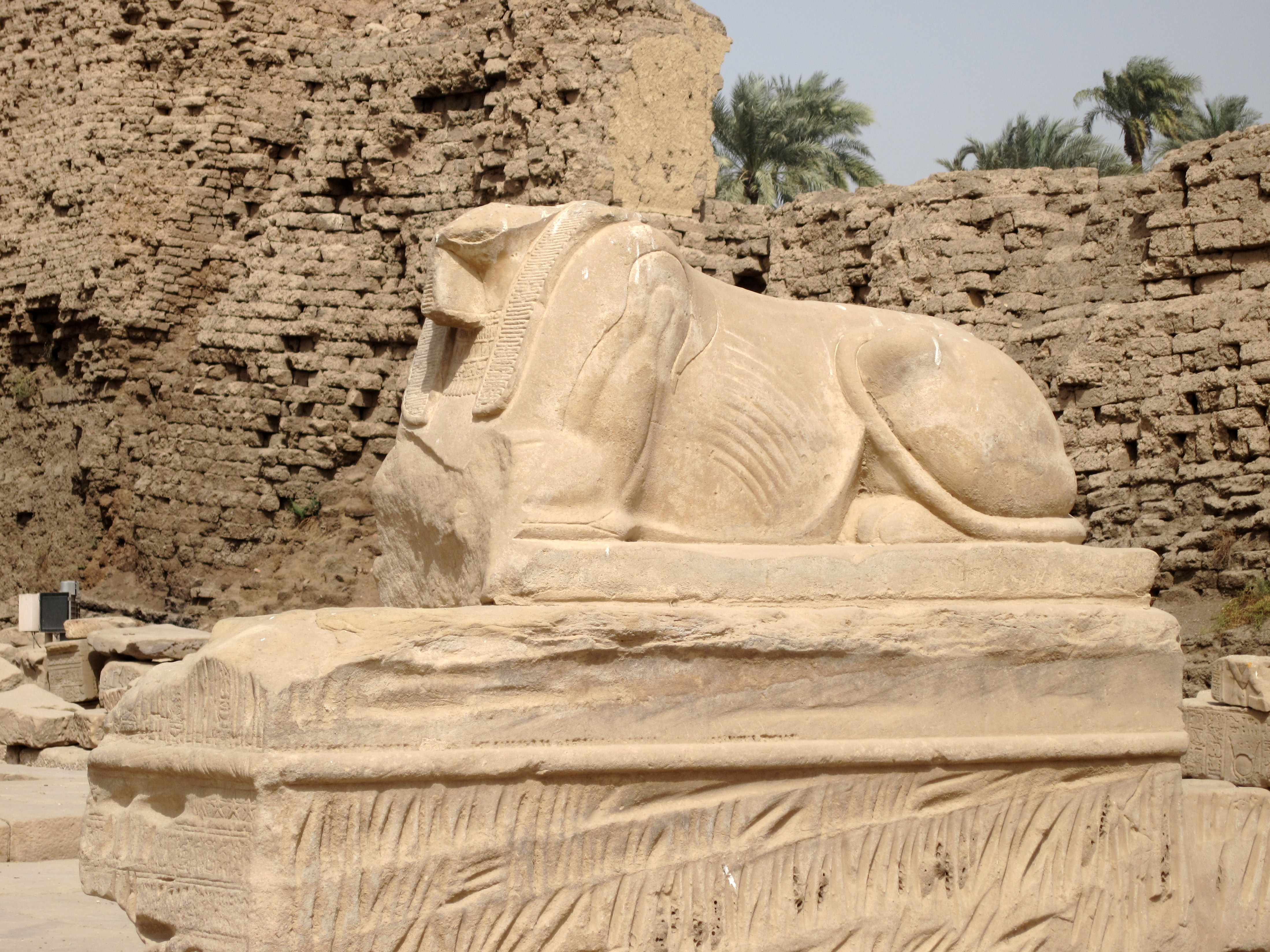
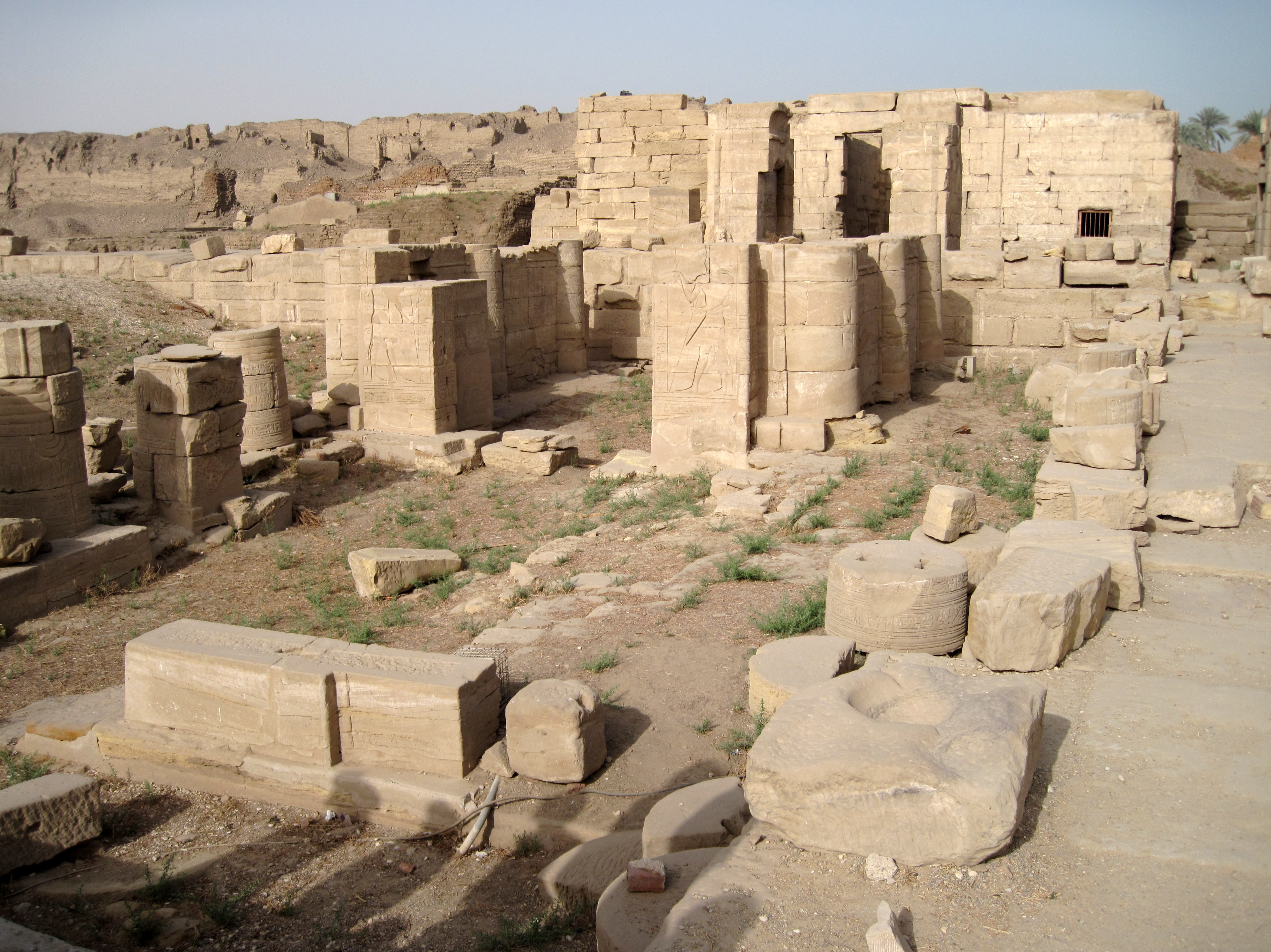
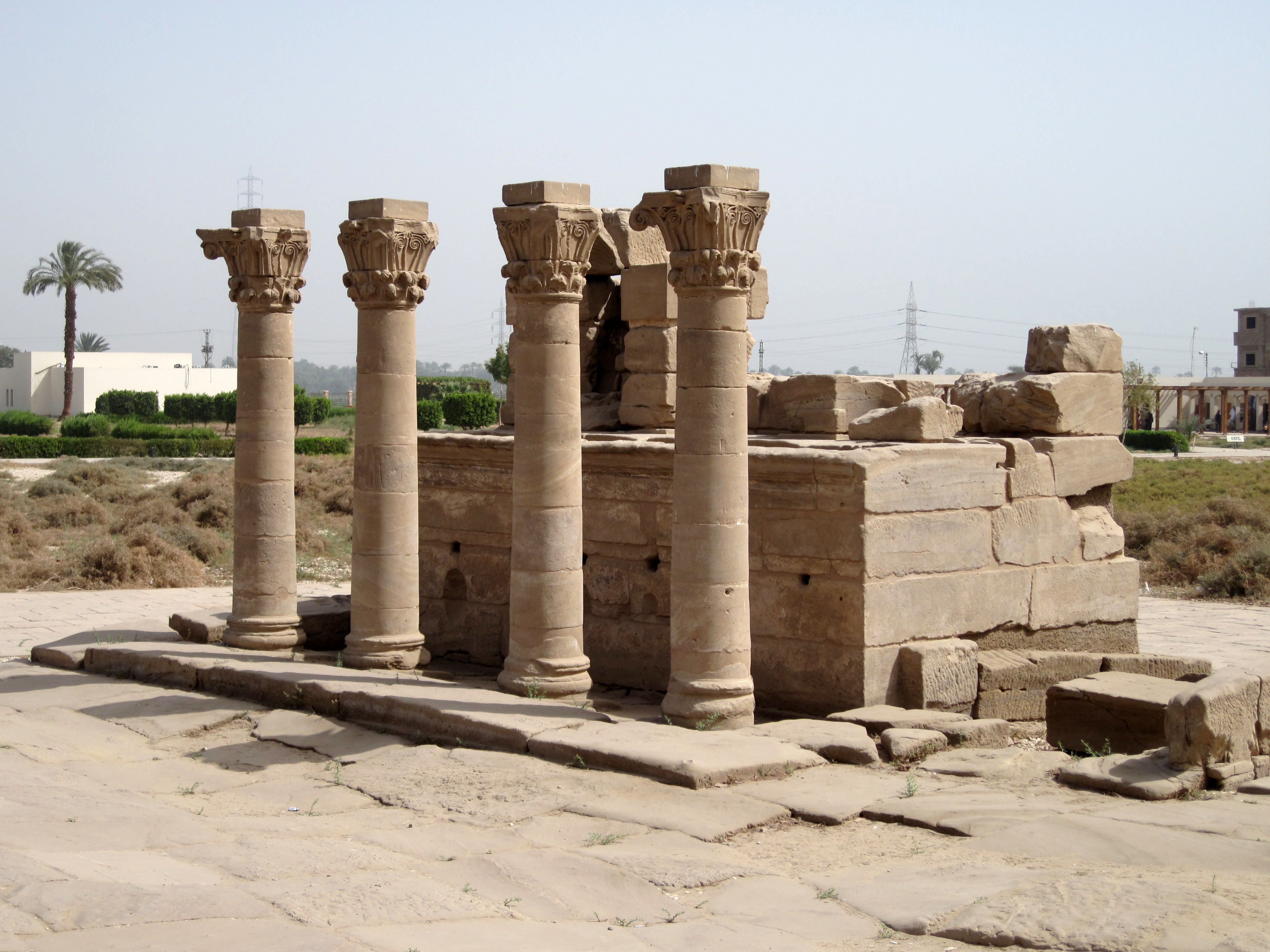
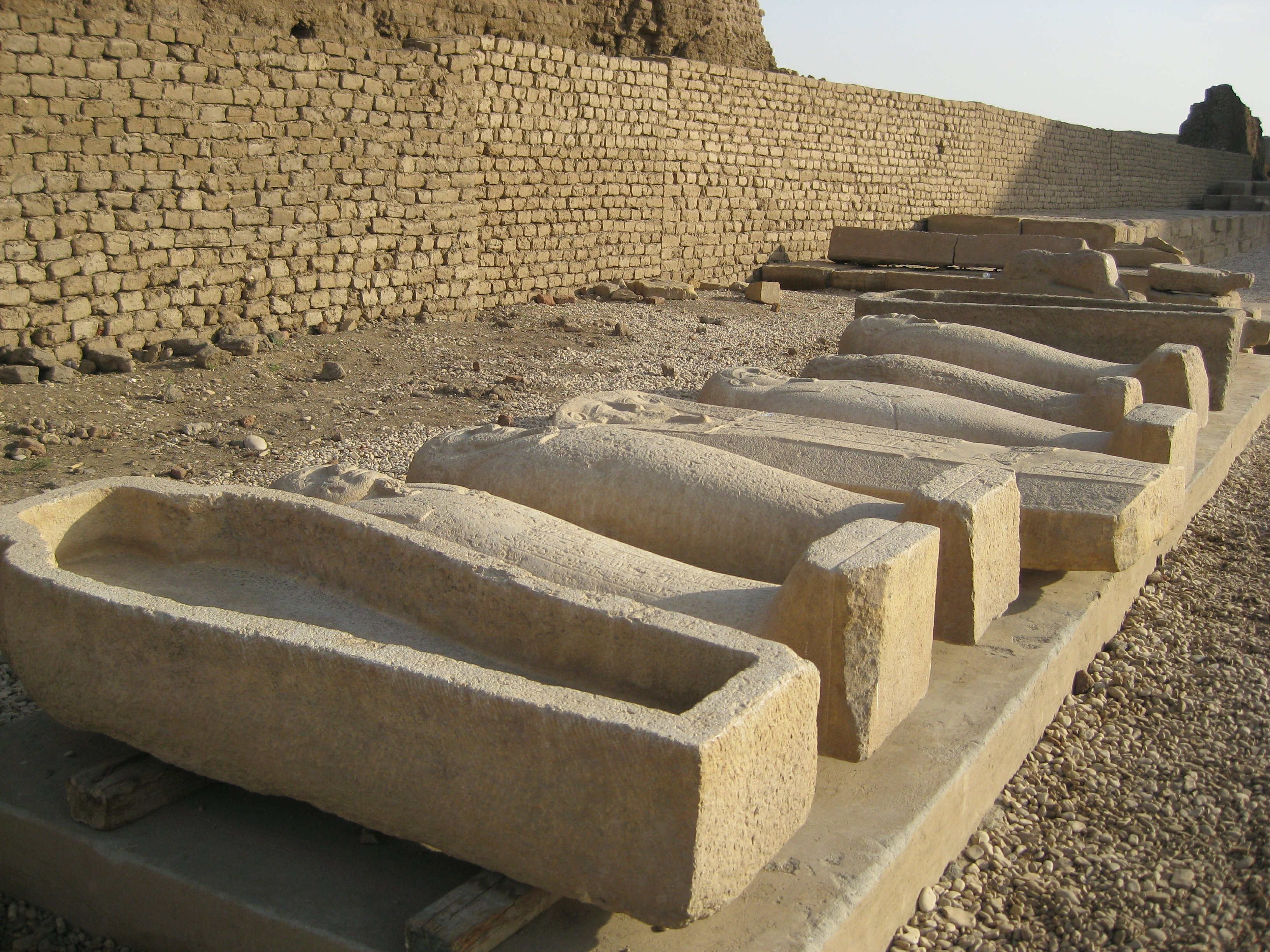
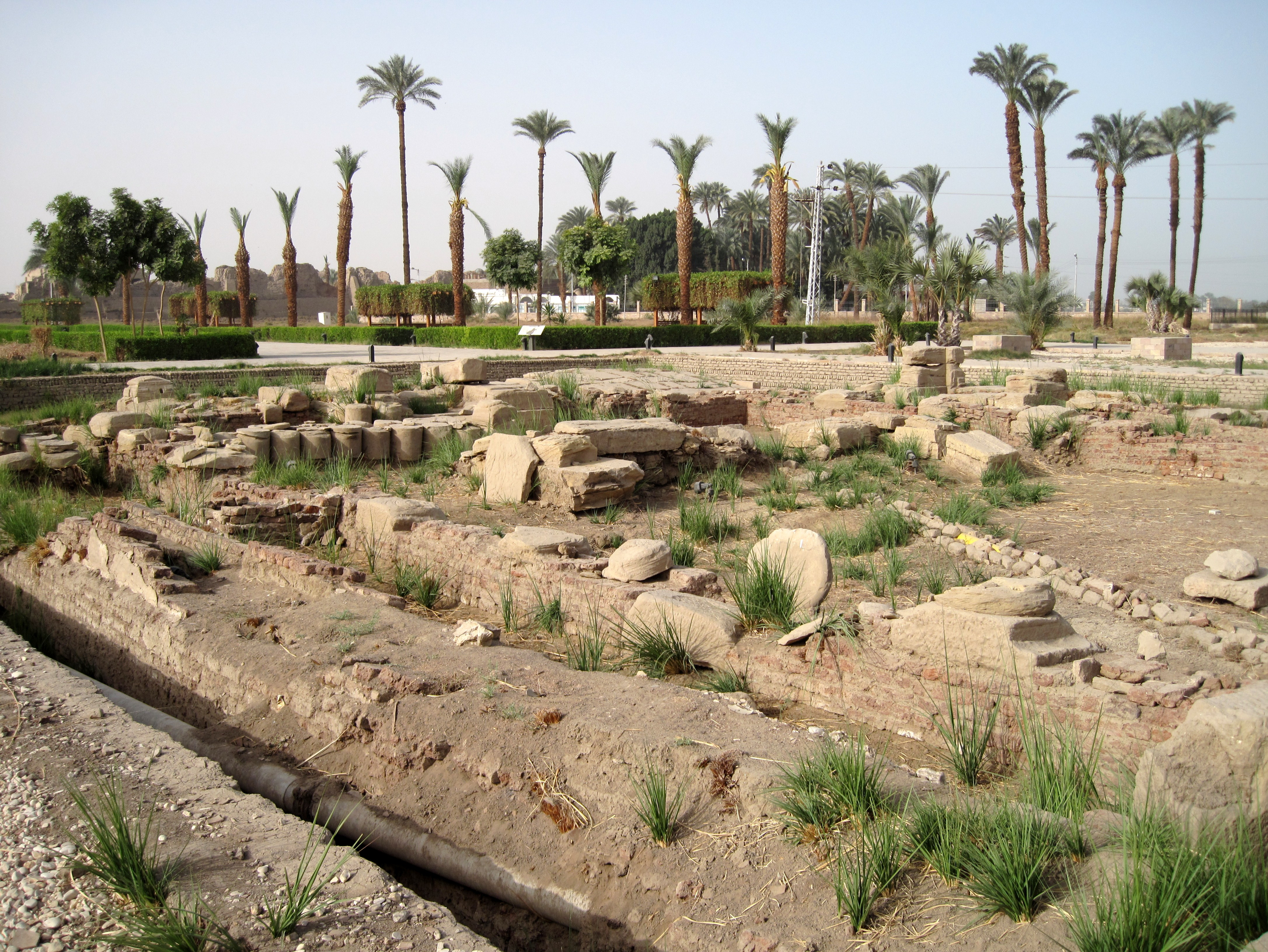
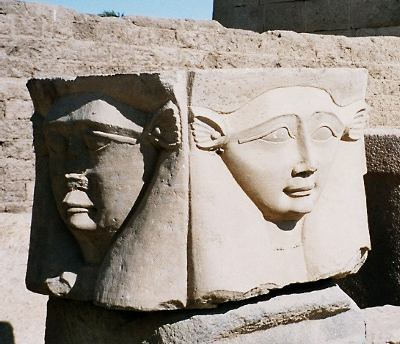
Хатхор
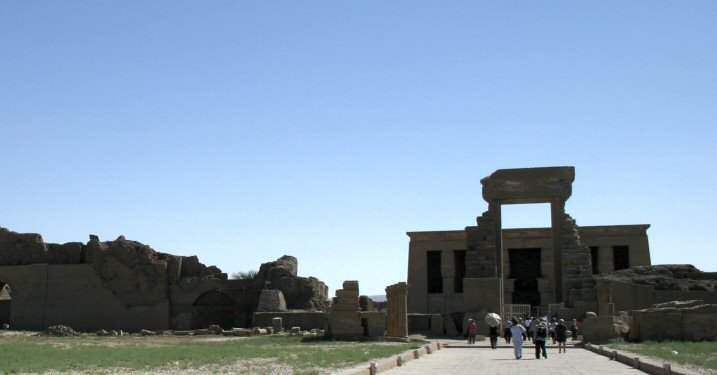
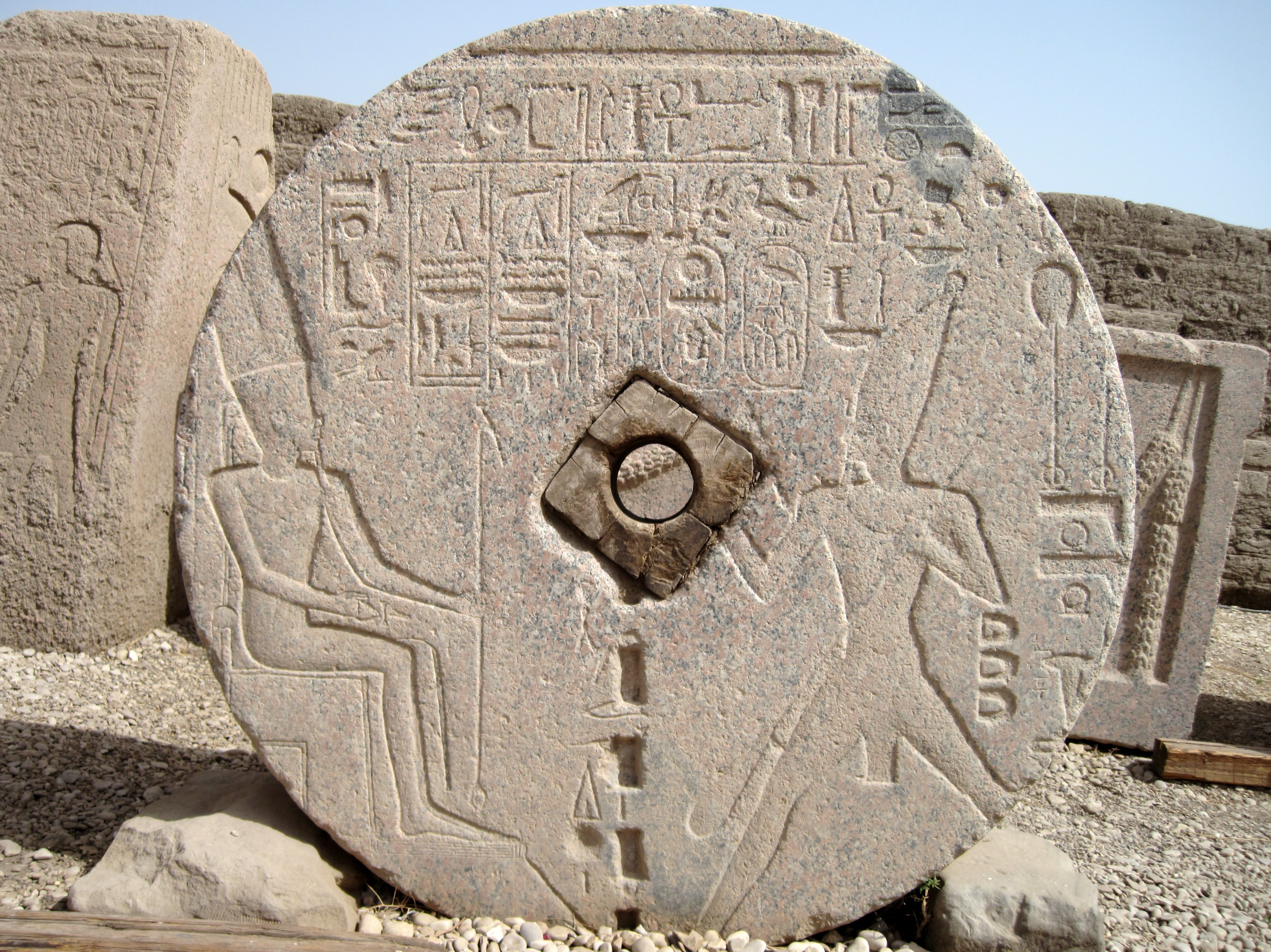
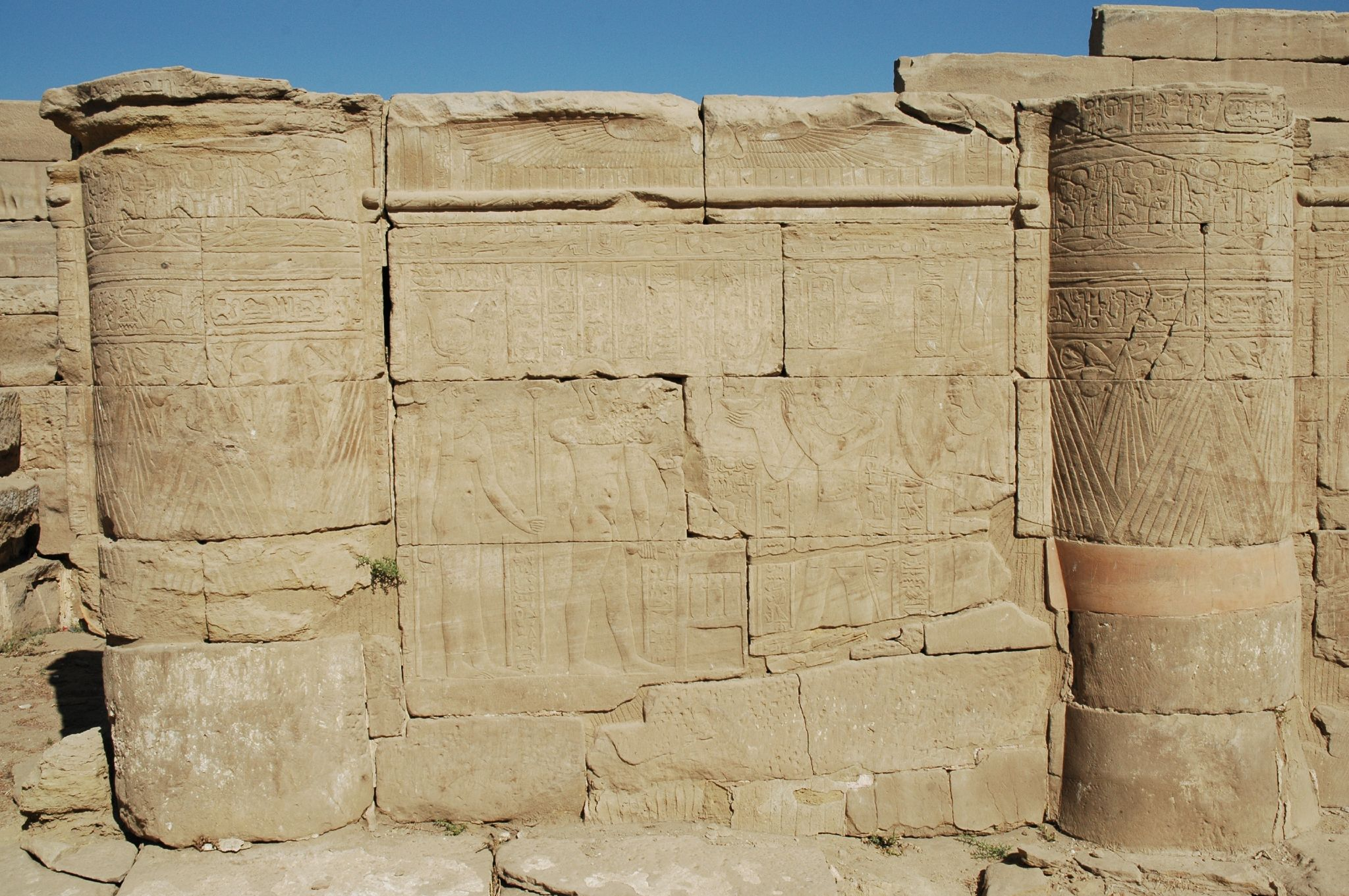
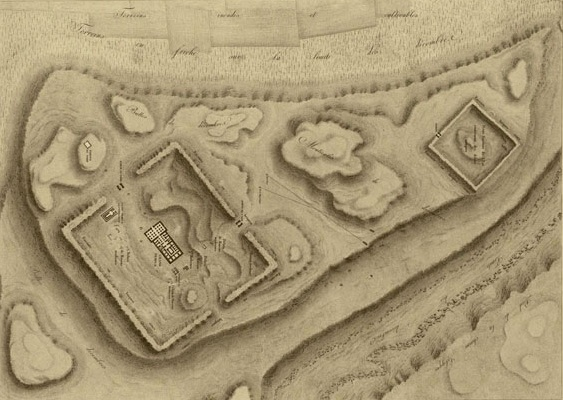
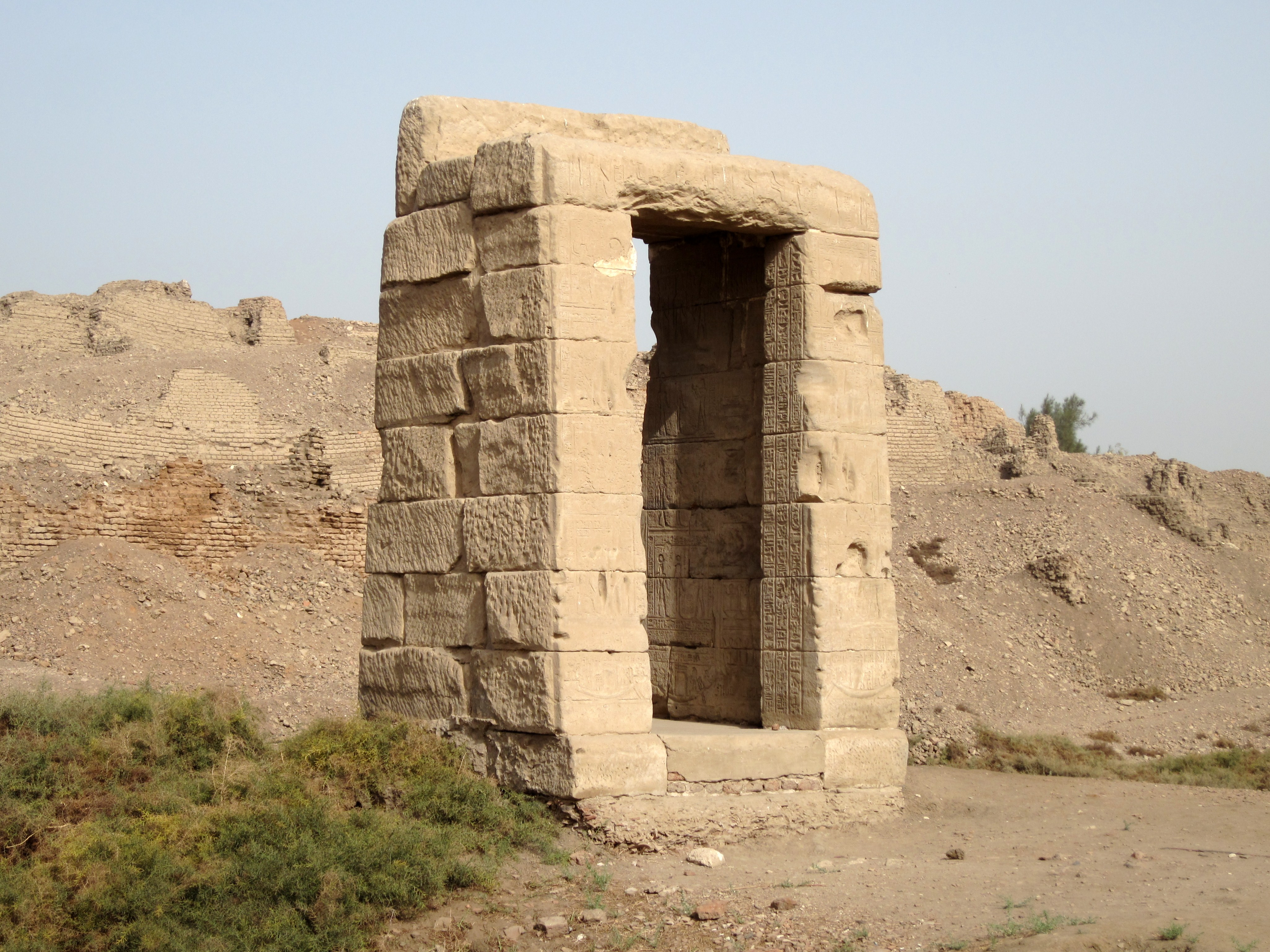